# Staatsroiber
Staatsroiber ist eine deutsche Punkband aus Füssen.

## Geschichte
Die Band wurde 2004 unter dem Namen „Die Kellerasseln“ gegründet und ist seit 2005 unter dem heutigen Namen bekannt. Im Jahr 2006 wurde das erste Album Schlag zurück im saarländischen Deathtone-Studio aufgenommen und selbst veröffentlicht. Das zweite Album Alte Liebe erschien 2009 beim Plattenlabel Bandworm Records. Im selben Jahr trat die Band beim OFT Festival in Gräfenhainichen auf.

## Stil
Der Musikstil von Staatsroiber erinnert an die Broilers. Die Texte der Band sind teilweise in deutscher und teilweise in englischer Sprache verfasst.

## Diskografie
- 2007: Schlag zurück (Album, Eigenveröffentlichung)
- 2009: Alte Liebe (Album, Bandworm Records)